# Madonna z Więcławic
Madonna z Więcławic – gotycka rzeźba przedstawiająca Matkę Boską z Dzieciątkiem w powszechnym około roku 1400 typie ikonograficznym zwanym Piękną Madonną, datowana na okres od końca XIV wieku do ok. 1420. Madonna pochodzi z kościoła św. Jakuba Mniejszego w Więcławicach, obecnie znajduje się w zbiorach Muzeum Archidiecezjalnego w Krakowie.

## Opis
Rzeźba jest wykonana z drewna lipowego, z tyłu wydrążona, polichromowana na podkładzie kredowym, złocona i srebrzona. Przedstawia Madonnę z Dzieciątkiem. Postać Madonny jest esowato wygięta, przedstawiona w kontrapoście z lewą nogą ugiętą w kolanie. Prawa ręka podtrzymuje Dzieciątko, lewa ujmuje poły płaszcza. Głowa jest pochylona w lewo, osadzona na długiej szyi. Twarz Madonny jest okrągła, oczy migdałowe, wydłużone, o brązowych tęczówkach, z mocno zaznaczonymi powiekami. Nos jest długi i wąski, usta drobne, czerwone. Karnacja w kolorze perłowym, policzki oraz podbródek zaznaczone kolorem różowym. Czoło Madonny jest wysokie i wypukłe. Brązowe włosy tworzą delikatnie równoległe fale, zakrywają uszy. Na głowie Madonny znajduje się wysoka złota korona z motywem trójliścia na sterczynach, inkrustowana trzema ciemnozielonymi kamieniami. Włosy upięte są z tyłu głowy welonem w kolorze płaszcza, który spływając na lewe ramię tworzy fałdę kaskadową. Dłonie Madonny są szerokie, o długich palcach, paznokcie są podkreślone różową barwą. 
Szata spodnia koloru czerwonego ściśle przylega do górnych partii ciała, a w okolicy pasa tworzy delikatne fałdy. Od pasa w dół spływa regularnymi, równoległymi fałdami. Szatę wierzchnią stanowi złoty płaszcz o podszewce laserunkowanej ciemną zielenią. W górnej części ciała przylega on ściśle, tworząc dekolt v-kształtny. Po obu stronach figury draperie tworzą głęboko rzeźbione kaskady rurkowatych fałd. Poła spływająca z lewego ramienia jest zarzucona na prawą ręką, odkrywa podszewkę. Tworzy miskowe fałdy w kształcie litery U, kontynuowane przez szatę spodnią spływającą aż do ziemi i załamującą się ponad stopami. Fałda spływająca z prawej ręki przebiega diagonalnie, aż do lewej stopy. Nad lewym kolanem tworzy się fałda agrafowata. Widoczny jest złoty czubek lewego buta. 
Głowa Dzieciątka jest pochylona w lewo i lekko uniesiona do góry. Wzrok skierowany do góry. Twarz jest szeroka, o wydatnych różowych policzkach, drobnym nosie, czerwonych ustach. Brązowe włosy tworzą loki zakrywające uszy. Dzieciątko trzyma w lewej ręce złotą kulę, natomiast prawą opiera na piersi Madonny. Złota szata, lekko rozcięta na piersi tworzy wąski v-kształtny dekolt. Delikatne fałdy w kształcie litery U załamują się w okolicy pasa. Nogi są skrzyżowane, spod załamujących się fałd szaty widoczny jest koniec prawej stopy z zaznaczonymi paznokciami. Lamówka rękawów ma kolor czerwono-złoty.  

## Historia
Rzeźba pochodzi z kościoła parafialnego św. Jakuba Mniejszego w Więcławicach. Pierwotnie znajdowała się w ołtarzu głównym, w polu centralnym drugiej kondygnacji. Świadczą o tym zheblowane krawędzie rzeźby oraz wbity w głowę Madonny hak, służący do przymocowania figury do ołtarza. Następnie w nieznanym czasie dorobiono jej tylną część, przemalowano i umieszczono w feretronie. Po usunięciu tych zmian w 1959 roku była eksponowana w nawie północnej kościoła w Więcławicach, a następnie przechowywana na strychu plebanii. 
Najstarsza wzmianka o rzeźbie pochodzi z dokumentów wizytacji parafii przeprowadzonej przez Jana Foxiusa, archidiakona Krakowa, 10 listopada 1618 roku. Wzmianka ta została po raz pierwszy przytoczona w 1917 roku przez ks. Jana Wiśniewskiego.  
Rzeźba była dwukrotnie konserwowana: w 1959 przez Michała Wójcika, konserwatora z Akademii Sztuk Pięknych oraz w roku 1996 przez konserwatorki Pracowni Konserwatorskiej Muzeum Archidiecezjalnego Przędę i Kuzemczak. 

## Stan badań
Datowanie
W kwestii datowania pojawiły się trzy stanowiska. Na rok 1400 datowali Madonnę Józef Dutkiewicz oraz Andrzej Olszewski, na koniec XIV wieku Jacek Dębicki, Tadeusz Chrzanowski, Marian Kornecki oraz Henryk Mędrek, a na rok 1420 Anna Misiąg-Bocheńska oraz Katalog Zabytków Sztuki w Polsce.  
Atrybucja
Jedyną, jak dotąd, hipotezę dotyczącą atrybucji wysunęła Misiąg-Bocheńska. Na podstawie analizy stylowej rzeźby zauważyła ona związek między Madonną z Więcławic a Madonną z Mnina, której draperia stanowi odwrócenie draperii rzeźby więcławickiej (diagonalna fałda spływa z lewego ramienia aż do prawej stopy) oraz figury św. Barbary z wrocławskiego kościoła św. Elżbiety. Snycerz miałby się wywodzić z warsztatu Mistrza Ukrzyżowania z kaplicy Dumlosego. Tę atrybucję odrzucał Dutkiewicz. 
Geneza
Jako pierwsza genezę Madonny z Więcławic określiła Misiąg-Bocheńska, wskazując śląsko-czeską grupę Pięknych Madonn z ok. 1400 roku. Na taką genezę wskazują cechy formalne, jak typ głowy Madonny-młodej i pełnej wdzięku – okrągła twarz i wypukłe czoło, oraz kształtowanie draperii wykazujące związek z południowoczeską Madonną z Krumlowa. Dostrzegła również wpływ starszych tradycji, przejawiających się m.in. w okryciu ciała Dzieciątka szatą. Dębicki przeprowadził podział polskich rzeźb przedstawiających Matkę Boską z Dzieciątkiem ok. 1400 na 2 grupy – plastyczną i linearną, w zależności od sposobu kształtowania draperii. Madonna z Więcławic należy do pierwszej grupy, której genezy dopatruje się Dębicki w rzeźbie kamiennej. Badacz uważa ją za najstarszą Piękną Madonnę w Małopolsce, wykazującą wyraźny związek z rzeźbą czeską, m.in. z Madonną ze staromiejskiego praskiego ratusza oraz św. Anną Samotrzeć z Nova Rise. 